# 日本宮

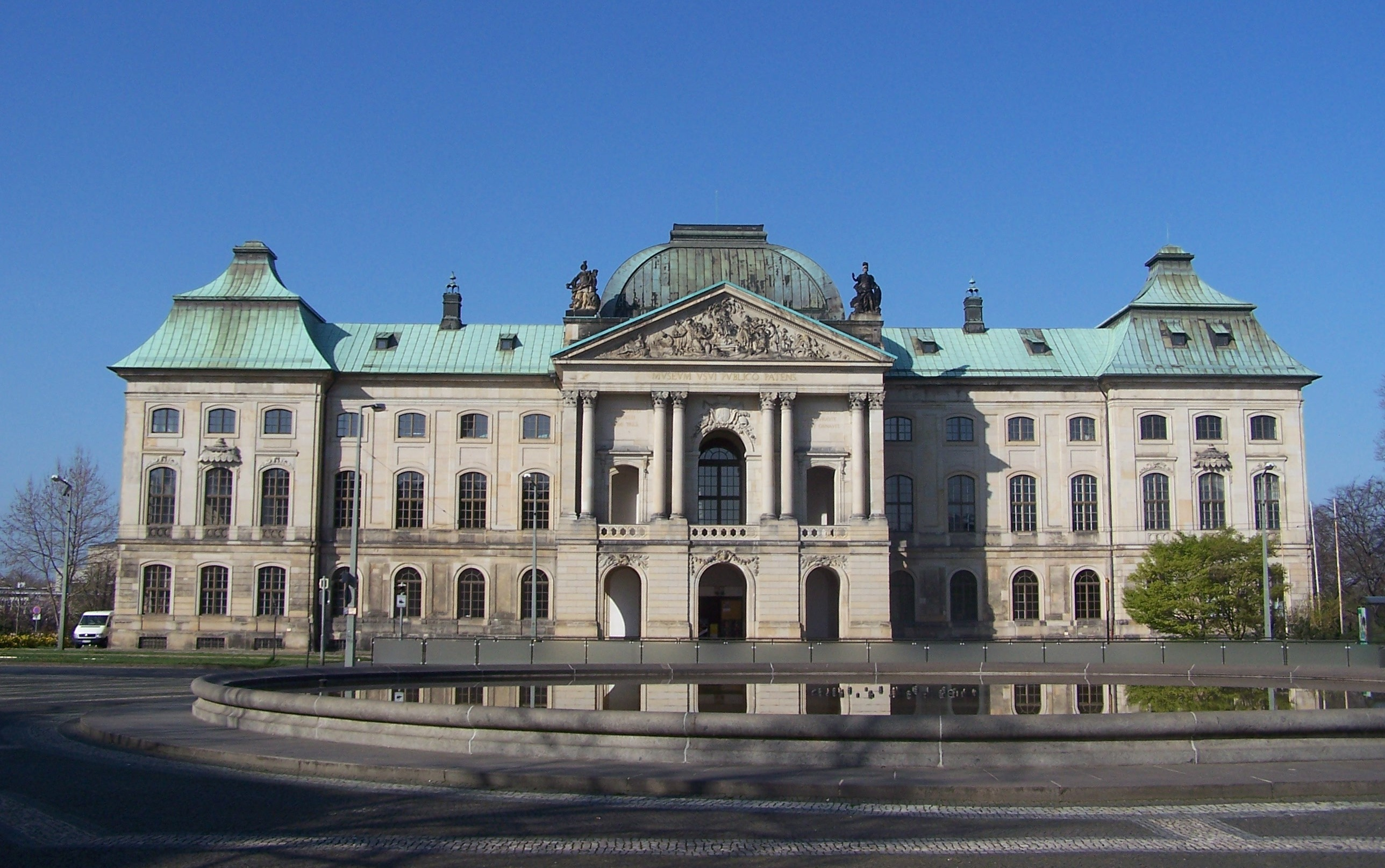
德勒斯登日本宮

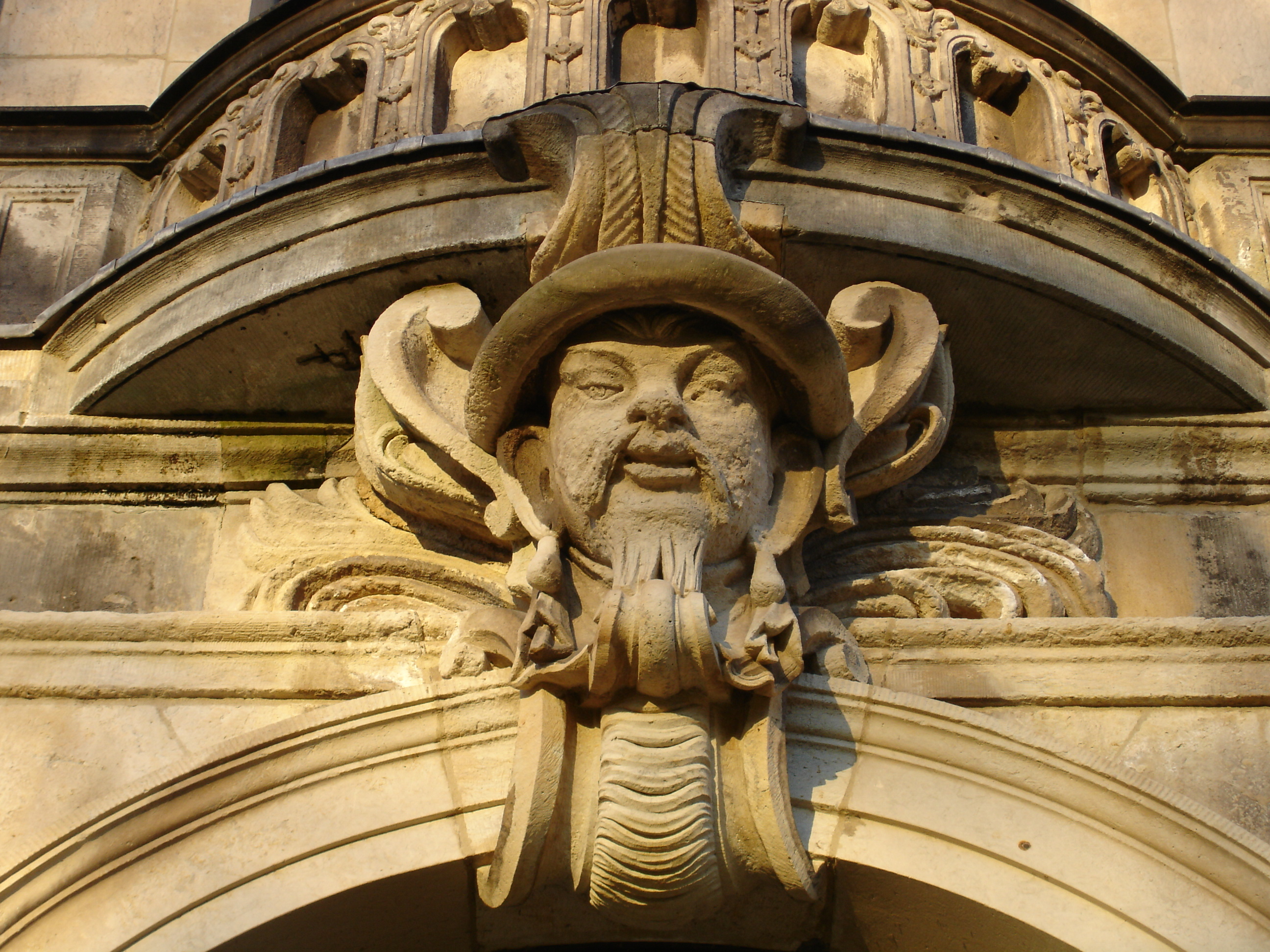
富東洋風情的建築裝飾

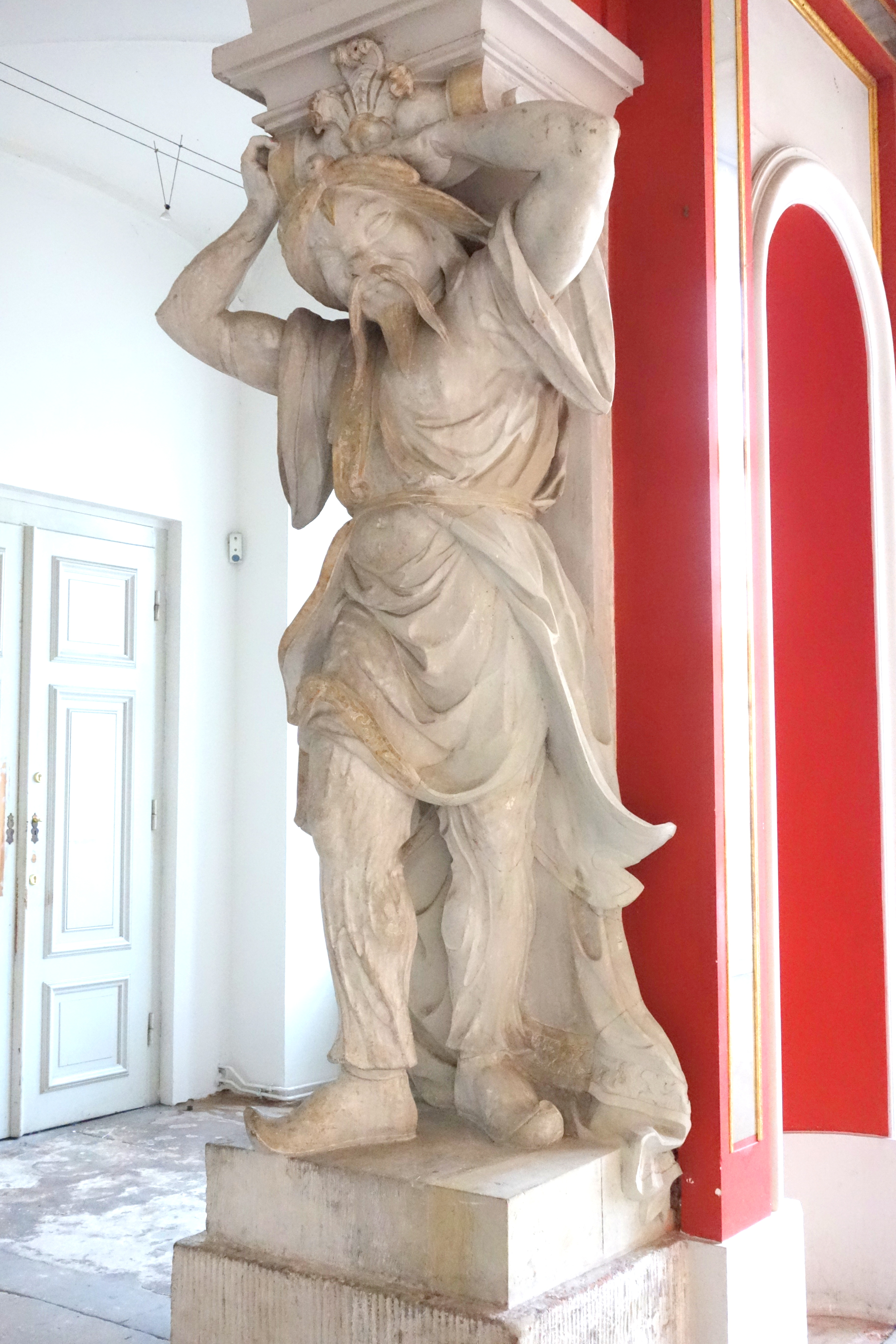
日本宮內富東洋風情的裝飾柱

日本宮（德語：Japanisches Palais）為位於德勒斯登易北河畔的一座巴洛克式建築，建於1715年。建造當初是為了展示奧古斯特二世的東亞瓷器收藏，但這個目的從來沒有實現。
在1945年的德勒斯登轟炸期間，建築體及四周庭園皆受損，在1951及1960年代進行建築修復，而最終的修復則持續至1987年，然而日本宮的室內大部分至今仍在修復中。目前日本宮作為德累斯顿民族学博物馆，及礦物與地質博物館。

## 历史
- 1715年：建造於易北河畔。
- 1717年：轉手至奧古斯特二世，並為了瓷器展示而擴建。
- 1729至1733年：建築師馬圖斯·丹尼爾·柏培曼（Matthäus Daniel Pöppelmann）、札哈利亞斯（Zacharias Longuelune）、強德柏特（Jean de Bodt）將建築物修改成巴洛克古典主義晚期的風格。
- 1786年：一樓以上作為選帝侯圖書館至1945年，為德國最老的圖書館之一。[1]
- 1945年：於德勒斯登轟炸期間損毀。
- 1951至2002年：作為薩克森考古博物館。
- 1954年至今：部分展間作為德累斯顿民族学博物馆。
- 2001年至今：部分展間作為礦物與地質博物館。

## 建築風格
建築屬於巴洛克古典主義晚期的風格，屋頂則呈現東洋的意象，在許多的裝飾、浮雕上也富有東洋風情。